# Каменка (приток Понги)
Каменка — река в России, протекает в Кологривском районе Костромской области. Устье реки находится в 25 км по правому берегу реки Понга. Длина реки составляет 11 км.
Исток находится в лесах в 46 км к северо-западу от Кологрива. Течёт по ненаселённому лесу на запад, затем на северо-запад.

## Данные водного реестра
По данным государственного водного реестра России относится к Верхневолжскому бассейновому округу, водохозяйственный участок реки — Унжа от истока и до устья, речной подбассейн реки — Бассей притоков Волги ниже Рыбинского водохранилища до впадения Оки. Речной бассейн реки — (Верхняя) Волга до Куйбышевского водохранилища (без бассейна Оки).
Код объекта в государственном водном реестре — 08010300312110000015310.